# Pretežana
Pretežana (en serbe cyrillique : Претежана) est un village de Serbie situé dans la municipalité de Blace, district de Toplica. Au recensement de 2011, il comptait 92 habitants.

## Démographie
| 1948 | 1953 | 1961 | 1971 | 1981 | 1991 | 2002 | 2011 |
| ---- | ---- | ---- | ---- | ---- | ---- | ---- | ---- |
| 256  | 253  | 259  | 260  | 181  | 161  | 114  | 92   |

|  |